# Lāmerd (kommunhuvudort i Iran)
Lāmerd (persiska: لامرد) är en kommunhuvudort i Iran.   Den ligger i provinsen Fars, i den södra delen av landet, 900 km söder om huvudstaden Teheran. Lāmerd ligger 425 meter över havet och antalet invånare är 21 365.
Terrängen runt Lāmerd är varierad. Runt Lāmerd är det glesbefolkat, med 11 invånare per kvadratkilometer. Lāmerd är det största samhället i trakten. Trakten runt Lāmerd är ofruktbar med lite eller ingen växtlighet.